# 1980 у телебаченні
Список 1980 у телебаченні описує події у сфері телебачення, що відбулися 1980 року.

## Події

### Без точних дат
- Початок аналогового мовлення телеканалу «ЦТ-3» та «ЦТ-4» на 9 ТВК у Дніпропетровську[1].
- Початок аналогового мовлення телеканалу «ЦТ-3» та «ЦТ-4» на 30 ТВК у Донецьку[2].